# 国際アイスホッケー連盟
国際アイスホッケー連盟（こくさいアイスホッケーれんめい、フランス語: Fédération internationale de hockey sur glace, 英語: International Ice Hockey Federation、略称:IIHF）は、アイスホッケー及びインラインホッケー (Inline hockey) を統括する国際競技連盟である。本部はスイスのチューリッヒにある。
競技の世界的な発展、普及を目的とし、各種国際試合についての運営管理や競技ルールの制定を行う権限を有しており、オリンピック、世界選手権などの国際大会や、ヨーロッパやアジア諸国の地域リーグ戦でもその影響力は強い。
一方、カナダ、アメリカ合衆国では、アイスホッケーが興行的な色彩を色濃く持つプロリーグを核として発展した伝統があり、NHLを始めとする北米のリーグ戦ではこの連盟の定めるルールとは別に独自のルールブックに基づき試合が行われることも多い。（例　リンクの幅がNHLの方が狭い。など）

## 歴史
1908年にフランス人ジャーナリストのルイ・マニュスの呼びかけにより、フランス、ベルギー、スイス、イギリスのヨーロッパ4か国のアイスホッケー競技団体の代表がパリに集い、同連盟が発足した。
ドイツ、オーストリアなどのヨーロッパ諸国を皮切りに、ロシア、北米、アジア諸国と順次加盟国を拡大し、2012年時点での加盟数は全世界72か国（又は地域）に上る。

## 主なアイスホッケーの国際大会

### ヨーロッパ選手権大会

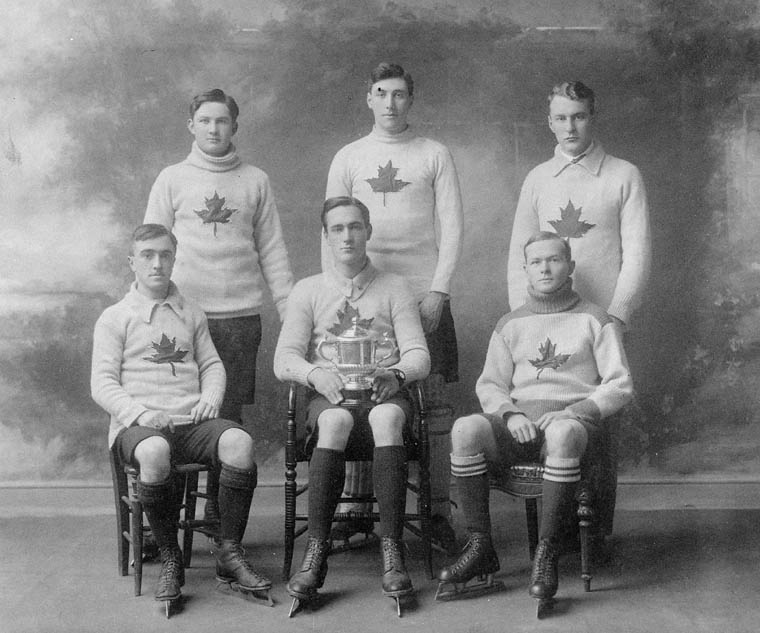
オックスフォード大学チーム

1910年には、初のアイスホッケー・ヨーロッパ選手権大会を主催した。この第1回大会では、イギリス、ドイツ、ベルギー、スイスに加え非公式ながらカナダ人留学生を主体とするオックスフォード大学チームが参加した。
この大会は、途中第一次世界大戦による中断（1915年から1920年）や1928年、1930年、1931年の未開催を挟んで、1932年まで続けられた。その後1991年までは、後述の世界選手権大会へ参加したヨーロッパ諸国の中から、欧州チャンピオンが選ばれるようになった。

### オリンピック
1920年に開催されたアントワープオリンピック（夏季）でアイスホッケーがオリンピック種目に採用された。北米大陸のカナダ、アメリカ合衆国はこのオリンピックに出場したことがきっかけとなり、この連盟に参加することとなった。なお、1924年のシャモニーオリンピック以降はアイスホッケーは冬季オリンピックの競技となった。
1920年から1968年までの間、原則的に同競技に関してオリンピック大会は後述の世界選手権大会（年1回）と未分化の状態であった。すなわち両者が別の大会として開催された1964年を除けば、オリンピック開催年には独立的な世界選手権が開催されず、前者での金メダル獲得はそのまま後者におけるチャンピオンシップ獲得をも意味していた。
なお、1998年の長野オリンピックからは、女子アイスホッケーも競技種目に加えられた。

### 世界選手権大会
オリンピックと混合した1920年、1924年、1928年の各大会に続き、独立した世界選手権大会が初めて開催されたのは1930年の第4回大会からであった。この年には日本がアジア初の加盟国となり、医学生で編成されたチームで独立後初めての大会に参戦している。第4回大会以降は、年1回開催されるのが原則となった。ただし、第二次世界大戦の影響を受けた各年（1940年から1946年）と1980年、1984年、1988年には開催がなかった。
また、1990年には世界女子選手権大会がスタートした。

### ユース大会
1977年からは世界U20選手権大会、1999年からは世界U18選手権大会が開催されるようになった。

## クリーンスタジアム
世界選手権の期間中は、IIHF管理エリア（スタジアムおよび大会関連施設）内において掲げられる広告は、公式パートナー・サプライヤーの出稿するものだけに制限され、それ以外のすべての企業名が排除され、使えなくなる。そのため、世界選手権で使われるすべての会場は、大会期間中に限り、通常の広告看板はすべて目隠しされ、または一時的に撤去される。この状態を「クリーンスタジアム」という。
またこのルールはネーミング・ライツを採用しているスタジアム名にも適用され、同じく一時的な名称変更（施設の正式名称などで表示）が行われる。なお、冬季オリンピックでは大会ロゴをあしらった横断幕のみが観客席最前列に掲げられており、IIHFパートナー・IOC公式スポンサーであっても広告は一切掲示できない。